# Argostemma variegatum
Argostemma variegatum är en måreväxtart som beskrevs av Elmer Drew Merrill. Argostemma variegatum ingår i släktet Argostemma och familjen måreväxter. Inga underarter finns listade i Catalogue of Life.